# Aplahoué
Aplahoué – miasto w Beninie, w departamencie Kouffo. Położone jest około 130 km na północny zachód od stolicy kraju, Porto-Novo. W spisie ludności z 11 maja 2013 roku liczyło 26 340 mieszkańców.